# Timbuktu Airport
Timbuktu Airport (franska: Aéroport de Tombouctou) är en flygplats i Mali.   Den ligger i regionen Timbuktu, i den centrala delen av landet, 700 km nordost om huvudstaden Bamako. Timbuktu Airport ligger 263 meter över havet.
Terrängen runt Timbuktu Airport är mycket platt. Runt Timbuktu Airport är det mycket glesbefolkat, med 2 invånare per kvadratkilometer. Närmaste större samhälle är Timbuktu, 4,8 km norr om Timbuktu Airport. Trakten runt Timbuktu Airport består till största delen av jordbruksmark.